# Masala czaj

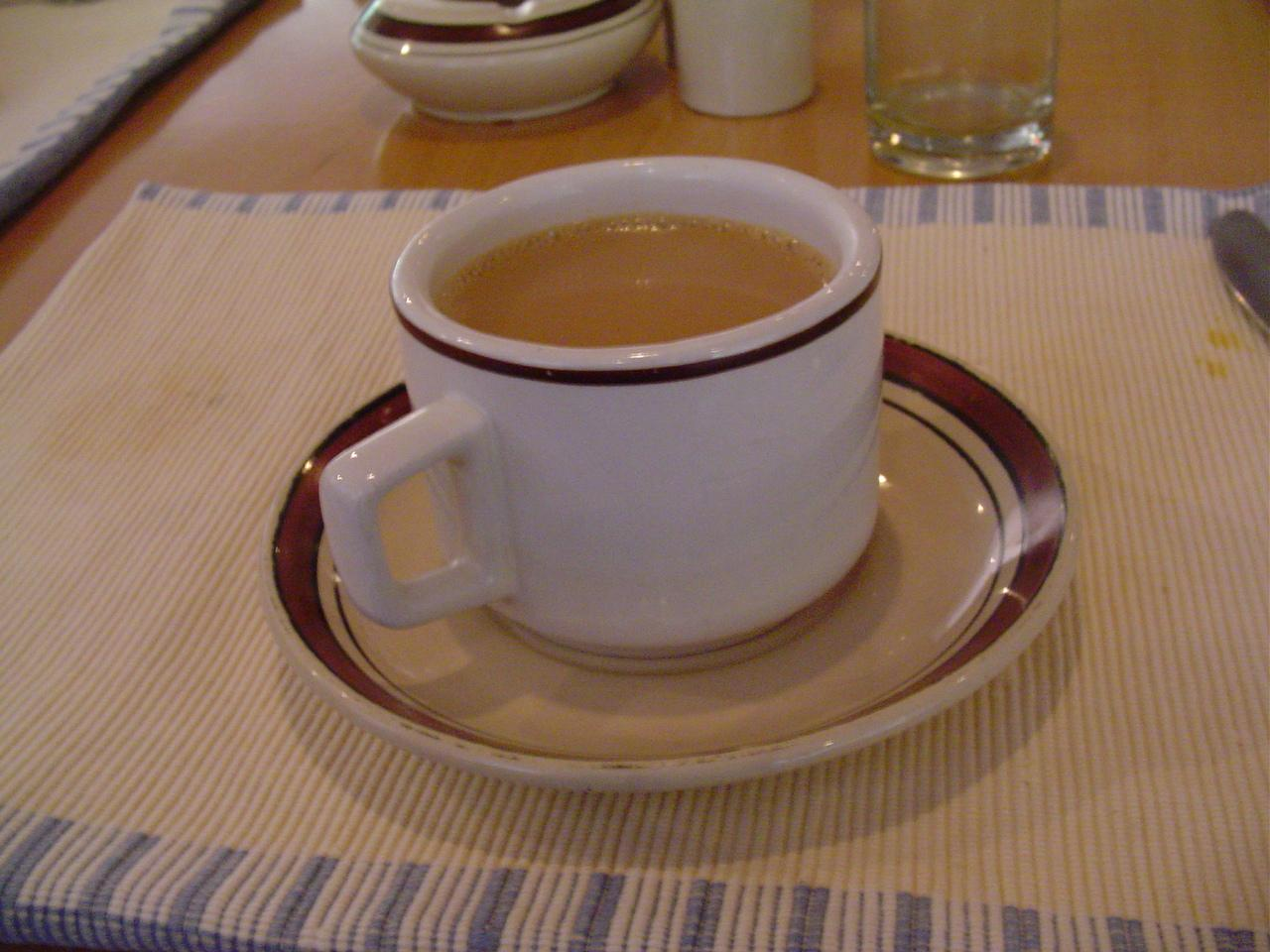
Filiżanka masala ćaj

Masala czaj (hindi मसाला चाय, trl. masālā ćāy) – najpopularniejsza, spotykana powszechnie również w świecie zachodnim, forma przygotowania aromatycznej indyjskiej herbaty ćaj o ostrym smaku. Słowo masala (मसाला) w języku hindi oznacza mieszankę przypraw. 
W Indiach każda rodzina kultywuje swoją własną metodę przygotowania masala ćaj. I chociaż nie istnieje jeden precyzyjny przepis, bazę stanowią:
- czarna, mocna herbata, której smaku nie zniszczą liczne aromatyczne dodatki[2],
- mleko,
- słodycz uzyskiwana na przykład poprzez dodanie białego lub czarnego cukru, miodu, czy melasy,
- przyprawy: kardamon, cynamon, imbir, pieprz, goździki i inne[3].

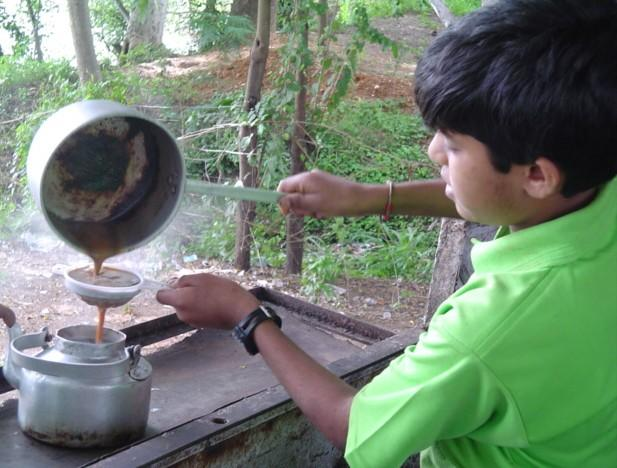
Chłopiec przygotowujący masala ćaj

Również sam proces przygotowania może być różny. Zazwyczaj jednak polega on na doprowadzeniu do wrzenia zestawu przypraw z dodatkami słodzącymi, a następnie dodaniu herbaty i mleka oraz ponownym doprowadzeniu do wrzenia, po czym pozostawieniu całości na kilka minut do zaparzenia.
Proporcje składników mogą być zmieniane według indywidualnych gustów. Niektórzy wzbogacają smak tej herbaty dodając również takie przyprawy jak czarny pieprz w całości, czy kolendrę.